# Rhyparus minor
Rhyparus minor är en skalbaggsart som beskrevs av Renaud Maurice Adrien Paulian 1989. Rhyparus minor ingår i släktet Rhyparus och familjen Aphodiidae. Inga underarter finns listade i Catalogue of Life.